# Ptochophyle inornata
Ptochophyle inornata là một loài bướm đêm trong họ Geometridae.